# Naja senegalensis
Naja senegalensis là một loài rắn trong họ Rắn hổ. Loài này được Trape, Chirio & Wüster mô tả khoa học đầu tiên năm 2009.